# La Virginia

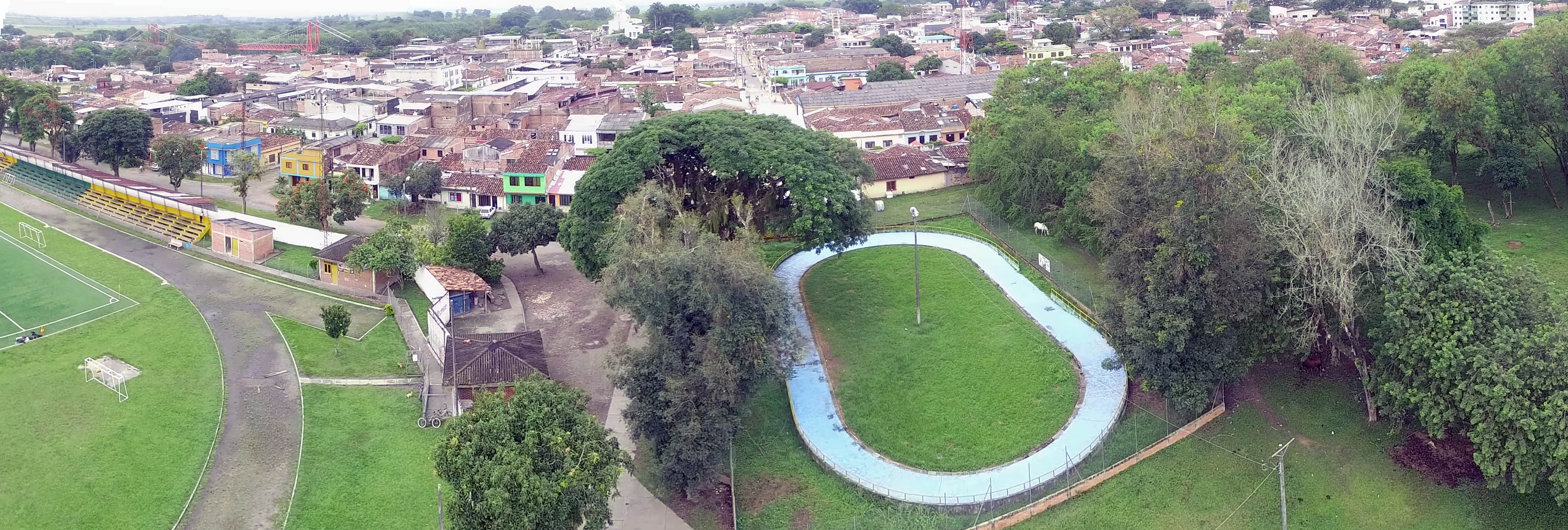

La Virginia est une municipalité située dans le département de Risaralda en Colombie.